# Guzmán (udde)
Guzmán är en udde i Antarktis. Den ligger i Västantarktis. Argentina, Chile och Storbritannien gör anspråk på området.
Terrängen inåt land är varierad. Havet är nära Guzmán norrut. Trakten är glest befolkad. Närmaste befolkade plats är Gonzalez Videla Station, 0,81 kilometer söder om Guzmán. 